# Karlsthal (Lindlar)
Karlsthal ist ein Ort in der Gemeinde Lindlar, Oberbergischen Kreis im Regierungsbezirk Köln in Nordrhein-Westfalen (Deutschland). 

## Lage und Beschreibung
Der Industriestandort liegt im Nordosten der Gemeinde Lindlar im Tal der Leppe. In der Nachbarschaft liegen die Orte Oberleppe, Dassiefen, Eibacherhammer, der zu Gummersbach gehörende Ort Thal und der zu Marienheide gehörende Ort Gimborn. 

## Geschichte
In der Preußischen Uraufnahme von 1840 werden an der Stelle von Karlsthal zwei Mühlensymbole gezeigt. Eine Fabrik wird am Standort ebenfalls vermerkt. Ab der topografischen Karte von 1894 bis 1896 lautet die Ortsbezeichnung Fabrik Karlsthal. Bis 1990 zeigen die Karten in Karlsthal ein Mühlensymbol und einen Mühlenteich.
Vor 1918 war die Fabrik eine Produktionsstätte für Kunstwolle. Danach war die Fabrik Drahtzieherei und Produktionsstätte für Spiralfedern. Die Wasserkraft der Leppe nutzte man durch den Einsatz einer Turbine.
Durch den Ort verliefen von 1897 bis 1950 die Bahngleise der Leppetalbahn. Die Fabrik verfügte über ein Ladegleis.